# Rio Beiușele
O Rio Beiuşele é um rio da Romênia afluente do Rio Valea Nimăieştilor, localizado no distrito de Bihor.